# Hypena inextensalis
Hypena inextensalis là một loài bướm đêm trong họ Erebidae.